# Taoyuan, Tianjin
Taoyuan (kinesiska: 桃园, 桃园街道) är ett stadsdelsdistrikt i Kina. Det ligger i storstadsområdet Tianjin, i den norra delen av landet, nära eller i stadens centrum. Antalet invånare är 51 061. Befolkningen består av 27 856 kvinnor och 23 205 män. Barn under 15 år utgör 6,0 %, vuxna 15-64 år 81 %, och äldre över 65 år 11,0 %.